# AirTran Airways

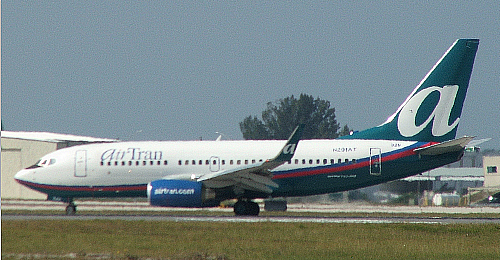
Boeing 737-700 авиакомпании AirTran Airways Международном аэропорту Сарасота/Брейдентон

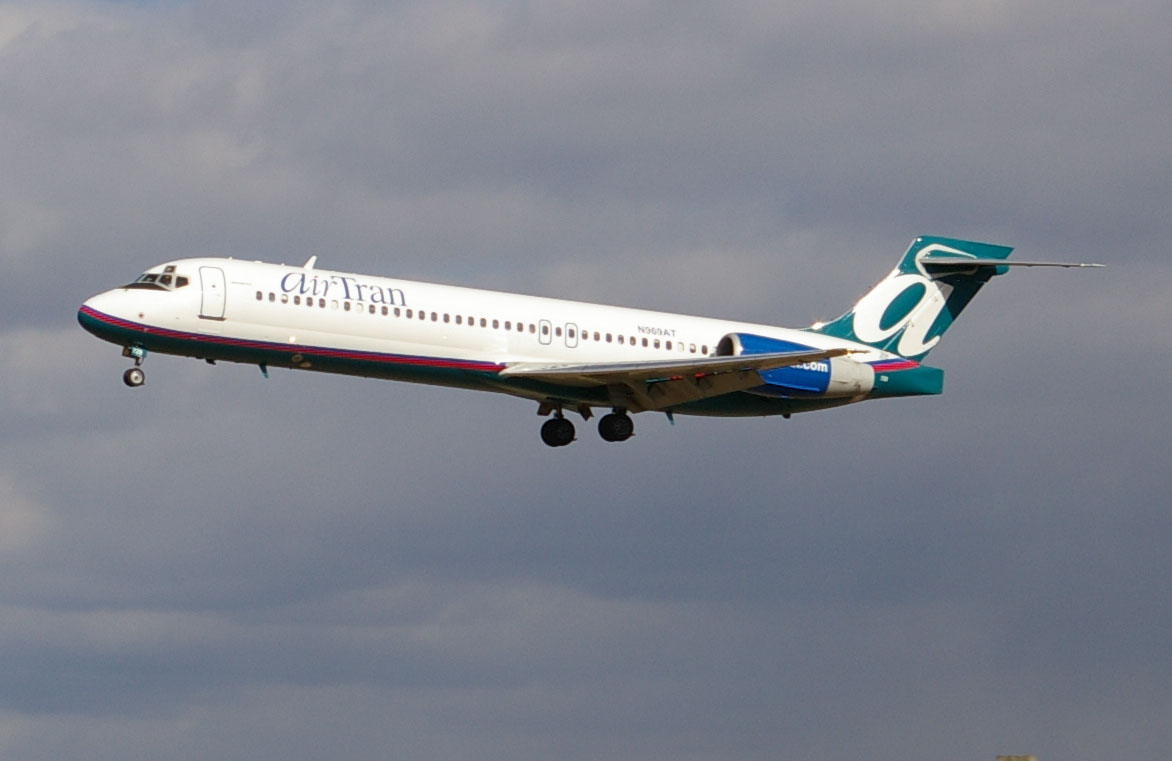
Boeing 717—200 авиакомпании AirTran Airways в новой ливрее, заход на посадку в Международном аэропорту Балтимор/Вашингтон

AirTran Airways —  бывшая бюджетная авиакомпания Соединённых Штатов Америки со штаб-квартирой в городе Орландо (Флорида, США), являющаяся дочерним предприятием авиационного холдинга AirTran Holdings.
AirTran Airways выполняла ежедневно более 1000 регулярных рейсов большей частью в аэропорты городов Среднего Запада и восточной части США. Главными транзитными узлами (хабами) авиакомпании являлись Международный аэропорт Хартсфилд-Джексон Атланта (более 270 ежедневных рейсов) и Международный аэропорт Орландо, вторичные хабы перевозчика находились в Международном аэропорту Балтимор/Вашингтон и заявленном 6 апреля 2010 года в качестве транзитного узла Международного аэропорта имени генерала Митчелла в Милуоки.
Авиакомпания AirTran Airways была крупнейшим в мире оператором самолётов Boeing 717—200.

## История

### Ранний период
В 1992 году в США была основана бюджетная авиакомпания ValuJet Airlines, управляющий корпус которой составила группа из обанкротившегося авиаперевозчика Destination Sun Airways, а лётный и технический персонал — из бывшей магистральной авиакомпании Eastern Air Lines.
26 октября 1993 года ValuJet Airlines начала выполнение коммерческих рейсов из Международного аэропорта Хартсфилд-Джексон (Атланта) в Международный аэропорт Тампа. На тот момент воздушный флот перевозчика составляли два самолёта Douglas DC-9, приобретённые у магистральной авиакомпании Delta Air Lines. Почти через восемь месяцев, весной 1994 года маршрутная сеть ValuJet Airlines включала в себя регулярные рейсы из Атланты в три аэропорта штата Флорида. В апреле 1994 года авиакомпания прошла процедуру акционирования собственности, разместив свои акции на фондовой бирже NASDAQ под префиксом «VJET».
В конце 1995 года ValuJet Airlines разместила заказ на новые самолёты MD-95 авиастроительной корпорации McDonnell Douglas, в настоящее время известные под маркой Boeing 717. При этом, компания приняла активное участие в разработке и испытаниях нового лайнера, став самой молодой авиакомпанией в истории, выступившей в этих амплуа. По итогам 1995 года ValuJet вошла в список «Georgia 100» первой сотни коммерческих компаний штата Джорджия по версии журнала «Atlanta Journal-Constitution», получив достаточно высокий показатель чистой прибыли в 65 млн долларов США при операционных доходах в 367 млн долларов за год.
Авиакомпания Conquest Sun была основана в 1994 году авиационным холдингом AirTran Corporation, в состав которого входила региональная авиакомпания Mesaba Airlines со штаб-квартирой в Миннеаполисе (штат Миннесота), осуществлявшая регулярные пассажирские перевозки из своих главных хабов в Миннеаполисе и Детройте под торговой маркой Northwest Airlink. Conquest Sun несколько месяцев выполняла рейсы на двух самолётах Boeing 737, а в конце 1994 года сменила своё название на AirTran Airways, при этом первоначальный штат компании аналогично ValuJet Airlines был укомплектован сотрудниками обанкротившейся авиакомпании Eastern Air Lines. В начале 1995 года AirTran Airways перенесла свою штаб-квартиру в Орландо (Флорида). В течение года воздушный флот авиакомпании вырос до 11 самолётов Boeing 737, а маршрутная сеть дискаунтера расширилась на 24 аэропорта города Среднего Запада и восточной части США. В том же году AirTran Airways выделилась из холдинга AirTran Corporation и образовала собственный авиационный холдинг Airways Corporation.
10 июля 1997 года управляющая компания «ValuJet, Inc.», в состав которой входила авиакомпания ValuJet Airlines, объявила о намерениях приобрести авиационный холдинг «Airways Corporation, Inc.» с планируемым завершением сделки 17 ноября 1997 года.
24 сентября 1997 года авиакомпания ValuJet Airlines сменила своё название на AirTran Airlines, в результате чего в течение нескольких месяцев на рынке пассажирских перевозок США работали две независимые авиакомпании со схожими названиями «AirTran». При этом, компания AirTran Airlines холдинга ValuJet, Inc. обслуживала собственную маршрутную сеть с концентратором перевозок в Атланте, а AirTran Airways — маршрутную сеть с хабом в Орландо. 17 ноября 1997 года холдинг ValuJet Inc. поглотил другой холдинг Airways Inc., в результате чего была образована новая холдинговая компания AirTran Holdings Inc.. Летом следующего года обе авиакомпании завершили слияние друг с другом, интегрировав обе маршрутные сети в единое целое, объединённый перевозчик получил название AirTran Airways и единый сертификат эксплуатанта Федерального управления гражданской авиации США. Главный концентратор при этом был оставлен в Международном аэропорту Атланты, а штаб-квартира — в Международном аэропорту Орландо.
В январе 1999 года бразды правления в авиакомпании перешли к бывшему ветерану Eastern Air Lines Джою Леонарду и прежнему работнику авиакомпании US Airways Роберту Форнаро. 15 августа 2001 года авиационный холдинг AirTran Holdings Inc. прошёл процедуру акционирования, разместив свои акции на Нью-Йоркской фондовой бирже под префиксом «AAI». В ноябре 2007 года Роберт Форнаро получил должность генерального директора авиакомпании и был назначен президентом авиахолдинга AirTran Holdings Inc. Джой Леонард оставался председателем совета директоров холдинга вплоть до июня 2008 года, после его ухода в отставку пост председателя также перешёл к Роберту Форнаро.
В авиакомпании AirTran Airways работает более 9 тысяч сотрудников. Ежегодно самолётами компании перевозятся свыше 20 миллионов человек.

### После слияния

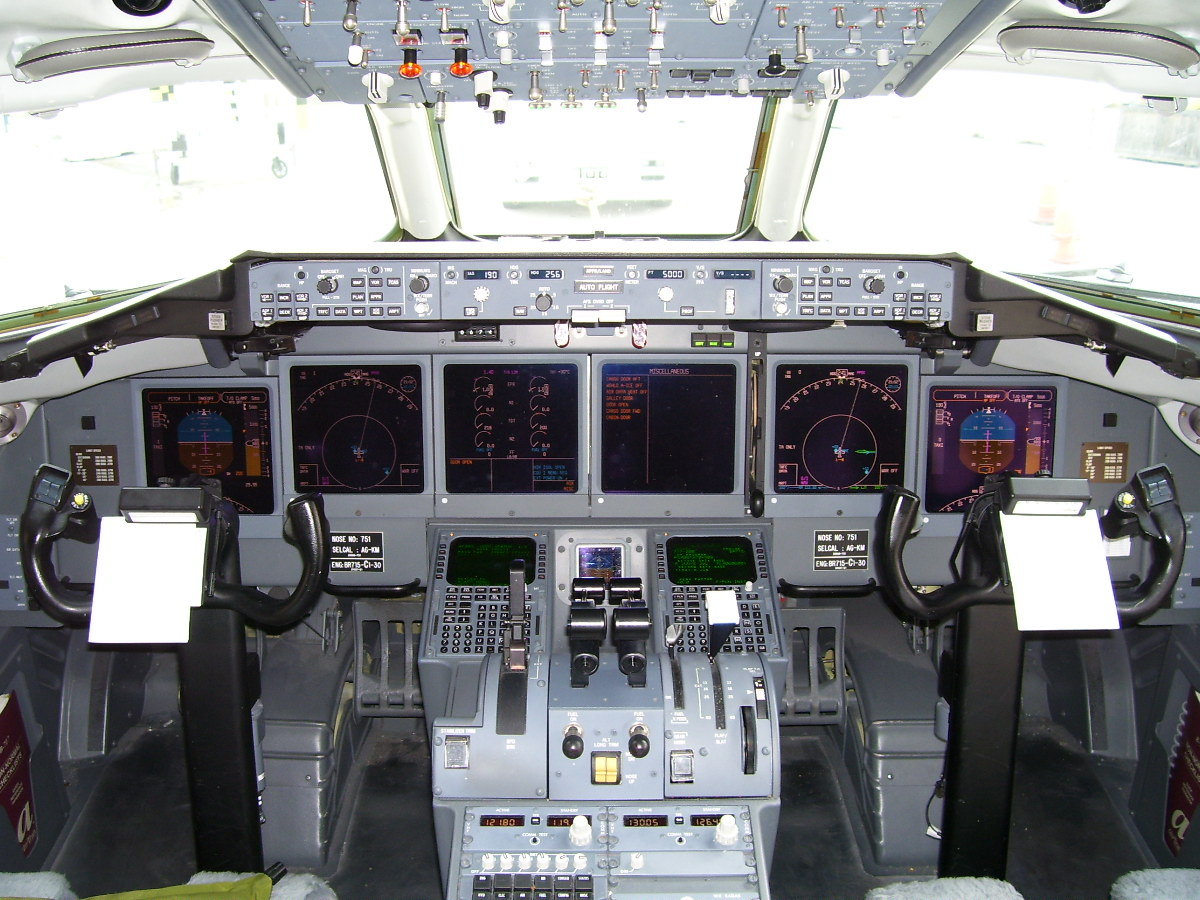
Кокпит лайнера Boeing 717—200

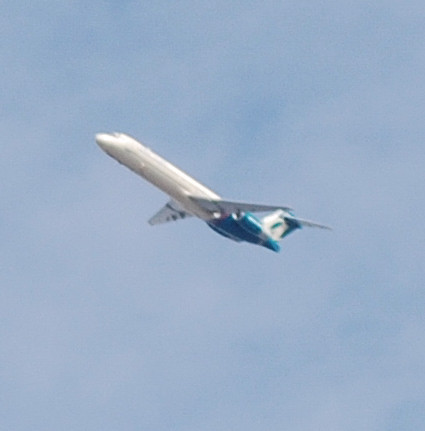
Boeing 717—200 AirTran Airways после взлёта

1 июля 2003 года AirTran Airways разместила заказ на 100 самолётов Boeing 737. В октябре того же года авиакомпания открыла регулярные рейсы в Национальный аэропорт Вашингтон имени Рональда Рейгана, а в следующем месяце — в Международный аэропорт Сан-Франциско.
5 января 2004 года авиакомпания окончательно вывела из эксплуатации лайнеры Douglas DC-9, оставив в собственном воздушной флоте около 70 самолётов Boeing 717. Первый Boeing 737 поступил к перевозчику в июне 2004 года из авиакомпании Ryan International Airlines. В том же году руководство AirTran Airways попыталось существенно расширить операционную деятельность в Международном аэропорту Чикаго Мидуэй, подав заявку на приобретение прав использования 14 гейтов в зоне выхода на посадку у бюджетной авиакомпании ATA Airlines. В результате торгов право на гейты отошли другой авиакомпании-дискаунтеру Southwest Airlines, которая предложила самую высокую цену на аукционе.
23 мая 2006 года AirTran Airways получил один из двух последних выпущенных самолётов Boeing 717, второй лайнер приняла другая авиакомпания Midwest Airlines.

### Современный период
В качестве системы развлечений пассажиров на борту AirTran Airways предлагает сервис стоканального спутникового радиовещания XM (XM Satellite Radio) как в салонах бизнес-класса, так и в салонах экономического класса на всех регулярных рейсах. В июне 2007 года авиакомпания ввела дополнительную услугу, по которой пассажир за 6 долларов США может получить место на рейсе на выбор у иллюминатора или у прохода, а за 20 долларов — место в ряду пассажирских кресел у аварийного выхода (с расширенной площадью для ног и вещей).
12 мая 2009 года руководство AirTran Airways объявило о планируемом оснащении всех самолётов авиакомпании сервисом беспроводного доступа в интернет Wi-Fi. Работы по данному проекту были завершены в конце 2009 года.
В ноябре 2006 года AirTran Airways заключила партнёрское соглашение с другой американской авиакомпанией-дискаунтером Frontier Airlines, согласно которому пассажиры — члены бонусных программ поощрения часто летающих пассажиров «A+ Rewards» и «EarlyReturns» обеих авиакомпаний могли зарабатывать призовые мили одновременно в двух программах вне зависимости от того, рейсами одного или второго перевозчика были совершены полёты. Данная партнёрская схема называется программой «взаимного дополнения» в отличие от другой, так же широко распространённой схемы «взаимного погашения миль». Кроме этого, обе авиакомпании достигли договорённости о направлении, в случае необходимости, собственных клиентов на регулярные рейсы своего партнёра.

## Маршрутная сеть
AirTran Airways выполняет рейсы в более 70 пунктов назначения в Соединённых Штатах Америки, Мексики и странах Карибского бассейна.

## Флот
Авиакомпания AirTran Airways эксплуатирует самый молодой воздушный флот самолётов концерна Boeing среди всех авиакомпаний мира. По состоянию на 30 июня 2009 года парк самолётов авиакомпании составляли 138 самолётов:
По состоянию на август 2009 года средний возраст воздушного флота авиакомпании AirTran Airways составлял 6 лет.

### Выведенные из эксплуатации
- Airbus A320-200 — переданы в авиакомпанию Ryan International Airlines
- Boeing 737—200
- McDonnell Douglas DC-9-32
- CRJ-200 — переданы в авиакомпанию Air Wisconsin.

## Развитие авиакомпании

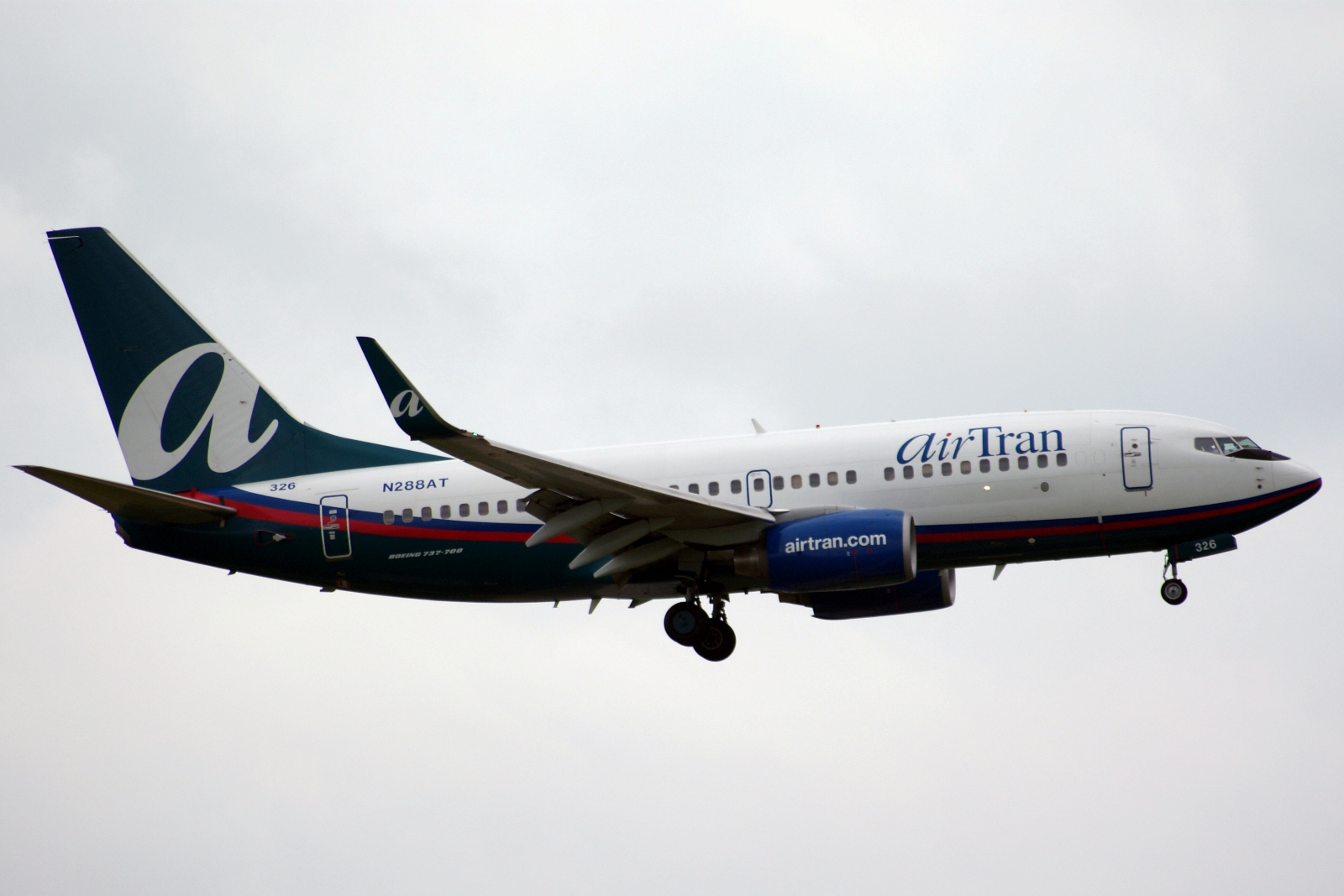
Boeing 737-7BD авиакомпании AirTran Airways в заходе на посадку

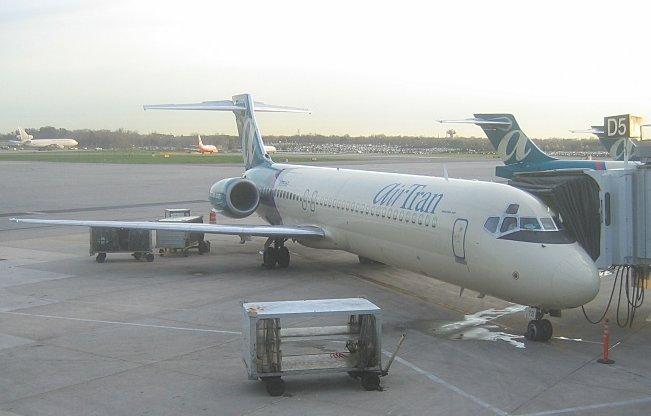
Boeing 717—200 в Международном аэропорту Балтимор/Вашингтон

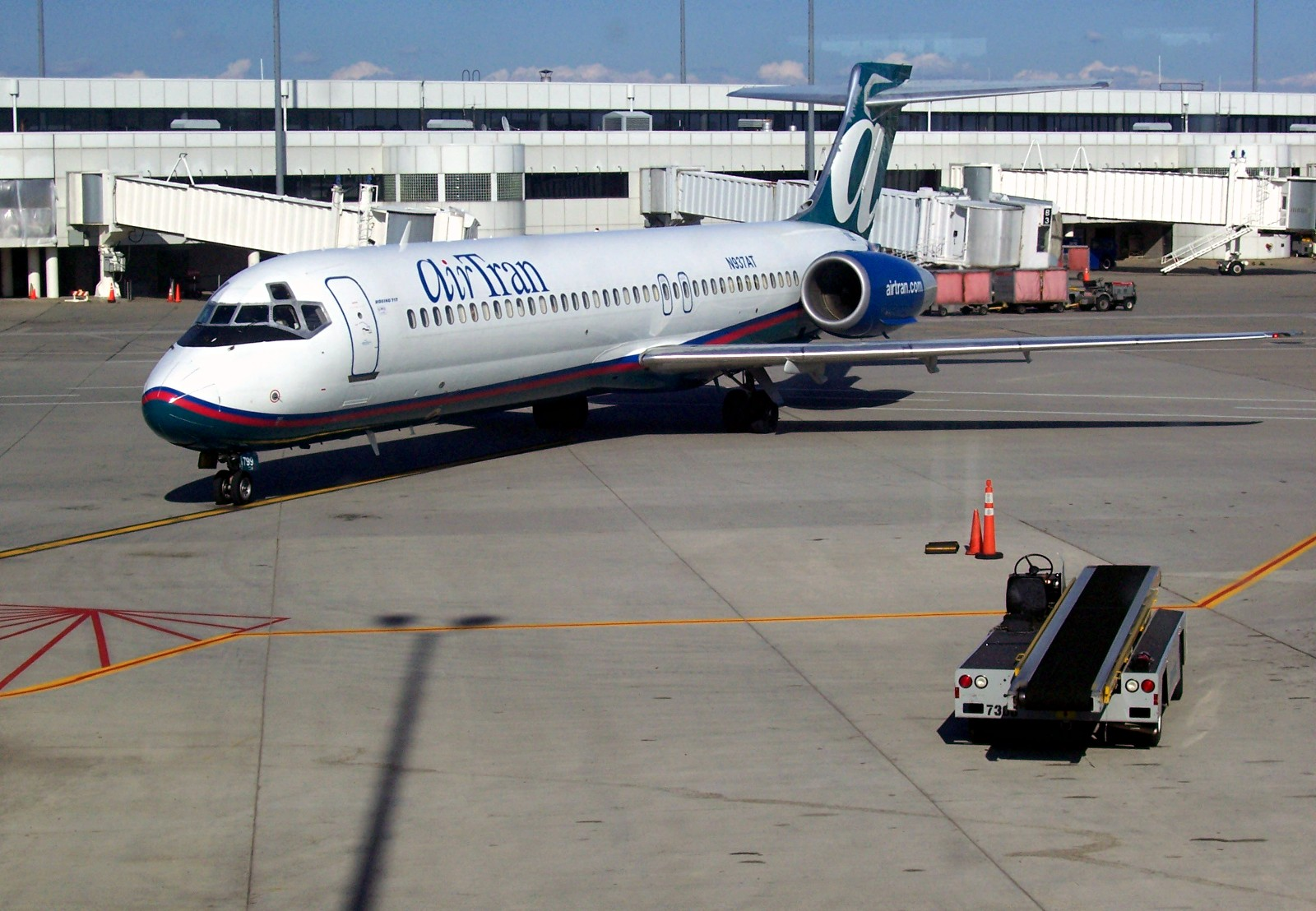
Boieng 717—200 AirTran Airways в Международном аэропорту Большой Рочестер (Гейт A2) после прибытия из Международного аэропорта Балтимор/Вашингтон. Июнь 2009 года

В июне 2005 года авиакомпания объявила о намерениях открыть регулярные рейсы из Атланты в Международный аэропорт Тампа и Международный аэропорт Канкун в Мексике. Однако, открытие обоих маршрутов были отложены из-за последствий прохождения урагана Вилма. 28 ноября 2006 года AirTran Airways анонсировала новый регулярный рейс из Атланты и Международный аэропорт Финикс Скай-Харбор, первый полёт по данному направлению был совершён 15 февраля 2007 года.
10 января 2007 года авиакомпания начала выполнение рейсов из Атланты в Международный аэропорт Дейтона-Бич и Международный аэропорт имени Стюарта в Ньюбурге на самолётах Boeing 717, оба маршрута в последующем были отменены. 8 мая 2007 года компания получила разрешение на открытие регулярного маршрута из Атланты в Международный аэропорт Сент-Луис, а 24 мая — в Международный аэропорт Сан-Диего. 22 февраля того же года AirTran Airways объявила об открытии ещё одного регулярного маршрута из концентратора в Атланте в Международный аэропорт Чарльстон (штат Южная Каролина), а пять дней спустя — об открытии рейсов из Балтимора и Орландо в Международный аэропорт Портленд (штат Мэн).
7 июня 2008 года авиакомпания запустила ежедневные беспосадочные рейсы из Атланты в Международный аэропорт Сан-Антонио, 21 мая 2008 года — в Берлингтон (штат Вермонт) и рейсы три раза в неделю в Международный аэропорт Балтимор/Вашингтон. В сентябре того же года AirTran Airways объявил об открытии маршрутов в Колумбус (штат Огайо) и Гаррисберг (штат Пенсильвания).
После отказа бюджетной авиакомпании Air Midwest войти в единый авиационный холдинг, AirTran Airways развернула широкую конкуренцию с данным перевозчиком, в рамках чего в настоящее время компания развивает собственную маршрутную сеть из вторичного концентратора в Международном аэропорту Милуоки имени генерала Митчелла. В начале 2009 года AirTran получила ещё два собственных выхода на посадку в аэропорту Милуоки, доведя количество своих гейтов в этом аэропорту до четырёх единиц, в апреле того же года количество гейтов компании увеличилось до шести, а в январе 2010 года их число составляло уже десять единиц в конкорсе C аэропорта.
В мае 2010 года AirTran Airways начнёт выполнение беспосадочных рейсов из Международного аэропорта имени Джеральда Р. Форда (Гранд-Рапидс, штат Мичиган) и Международного аэропорта Хантсвилл (штат Алабама) в аэропорты Орландо и Балтимора.

### Сделки
В декабре 2006 года руководство AirTran Airways объявило о несостоявшейся сделке по приобретении авиационного холдинга Midwest Air Group, который владеет другой авиакомпанией-дискаунтером Midwest Airlines.
12 августа 2007 года авиакомпания заявила об истечении срока собственного предложения по покупке Midwest Airlines вследствие того, что холдинг Midwest скорее всего будет приобретён инвестиционной группой TPG Capital в партнёрстве с магистральной авиакомпанией США Northwest Airlines за более высокую цену, чем было предложено холдингом AirTran Holdings. Несмотря на это заявление, два дня спустя AirTran повысило цену своего предложения до цены, эквивалентной 16,25 долларов США за одну акцию Midwest против предложения TPG Capital в 16 долларов за акцию. На следующий день TPG подняло стоимость покупки до суммы, эквивалентной 17 долларов за каждую акцию и окончательная сделка состоялась поздним вечером 16 августа 2007 года.

### Инцидент с пассажирами-мусульманами
1 января 2009 года сотрудники авиакомпании AirTran Airways задержали на борту самолёта девятерых пассажиров-мусульман, включая троих детей, и передали их сотрудникам Федерального бюро расследований США. Инцидент возник после того, как один из мужчин данной группы специально выбирал место рядом с двигателем лайнера и интересовался у другого, где находится самое безопасное место в самолёте. Несмотря на то, что ФБР проверило всю группу и определило произошедшее, как «явное недоразумение», авиакомпания отказалась посадить задержанных пассажиров на другой рейс, тем самым вынудив их приобрести в последнюю минуты билеты на рейс другого перевозчика, причём опять же с помощью сотрудников ФБР.
Официальный представитель AirTran Airways заявил, что авиакомпания не намерена возмещать стоимость авиабилетов девятерым пассажирам и не собирается оплачивать билеты, приобретённые у другого перевозчика, а также тот факт, что задержание пассажиров никак не связано с их внешним видом (традиционные бороды у мужчин и платки у женщин). На следующий день данное происшествие получило широкое освещение в средствах массовой информации, после чего руководство AirTran Airways изменила свою позицию, принесла публичное извинение пострадавшим пассажирам и компенсировала все расходы, которые они понесли в результате инцидента.

## Салоны самолётов
Пассажирские салоны всех самолётов авиакомпании AirTran Airways скомплектованы в двухклассной конфигурации — салон бизнес-класса и салон экономического класса. Все пассажирские места оборудованы разъёмами стоканального спутникового радиовещания XM (XM Satellite Radio), также на борту доступна услуга беспроводного доступа в Интернет Wi-Fi, сервис которой предоставляет оператор Aircell.
Салон бизнес-класса имеет три ряда с номерами от 1 до 3, дальше нумерация пропущена вплоть до десятого ряда, с которого начинается салон экономического класса и в котором из-за синдромов суеверия также пропущен ряд с номером 13. С 2009 года авиакомпания ввела на нескольких рейсах программу «Sky Bites», в рамках которой пассажиры имели возможность приобрести различные блюда и напитки в дополнение к традиционными бесплатным закускам, напиткам и коктейлям, предлагаемым в полёте. С сентября того же года авиакомпания прекратила сервис Sky Bites, вернувшись к прежнему стандартному бортпитанию. Алкогольные напитки на рейсах AirTran Airways в бизнес-классе бесплатны, в экономическом классе алкоголь доступен за отдельную плату.

## Авиапроисшествия и несчастные случаи
После слияния авиакомпании ValuJet Airlines и AirTran с самолётами AirTran Airways произошло несколько аварийных ситуаций без человеческих жертв.
- 7 мая 1998 года, рейс 428. Самолёт Douglas DC-9-32 при прохождении района Калхуна (штат Джорджия) попал в сложные метеорологические условия и сильнейшую турбулентность, в результате чего один пассажир и бортпроводница получили серьёзные травмы. В процессе расследования выяснилось, что командир корабля до этого полёта дважды попадал в сходные инциденты вследствие слабых знаний и навыков в анализе погодных карт. Комиссия также указала на отсутствие адекватной подготовки лётного состава авиакомпании в части полётов в сложных метеорологических условиях и предписала проводить регулярную работу по предупреждению пилотами бортпроводников о приближении самолётов к зонам турбулентности[18].
- 1 ноября 1998 года, рейс 867. Самолёт Boeing 737—200 после приземления выкатился за пределы взлётно-посадочной полосы и остановился основными стойками шасси в кювете. 13 человек получили лёгкие травмы. Инцидент произошёл из-за ошибок технического персонала в ремонте гидравлической системы привода шасси, в результате чего в процессе пробега самолёта по полосе передняя стойка шасси повернулась на 90 градусов, вызвав неуправляемое движение лайнера за пределы ВПП[19].
- 26 марта 2003 года, рейс 356. Boeing 717—200 совершил аварийную посадку после ложного срабатывания датчиков задымления в элетропроводке. Пострадало 23 человека на борту, в том числе один человек получил тяжёлые травмы[20].
- 13 июля 2004 года, во время взлёта из Атланты у самолета Airbus A320-232 оторвался кожух двигателя, сам двигатель остался в рабочем состоянии. Самолёт совершил аварийную посадку в том же аэропорту. Никто из 104 пассажиров и 6 членов экипажа не пострадали. Причиной инцидента стала ошибка сотрудников компании технического обслуживания, не закрепивших капот двигателя перед полётом.[21][22]